# 1996-os labdarúgó-Európa-bajnokság (döntő)
Az 1996-os labdarúgó-Európa-bajnokság döntőjét 1996. június 30-án játszották a londoni Wembley Stadionban. A mérkőzés győztese nyerte a 10. labdarúgó-Európa-bajnokságot. A két résztvevő az NSZK néven korábbi kétszeres Európa-bajnok Németország, és az 1976-ban, még Csehszlovákiaként Eb-t nyert Csehország volt.
A mérkőzést hosszabbítás után, az Eb-k történetének első aranygóljával nyerte a német csapat 2–1-re.
Ezzel az Eb-győzelemmel Németország lett az első olyan csapat, amely három Európa-bajnokságot nyert.

## Út a döntőig

### Eredmények
| Hely. | Csapat      | M | P |
| ----- | ----------- | - | - |
| 1.    | Németország | 3 | 7 |
| 2.    | Csehország  | 3 | 4 |
| 3.    | Olaszország | 3 | 4 |
| 4.    | Oroszország | 3 | 1 |

| Hely. | Csapat      | M | P |
| ----- | ----------- | - | - |
| 1.    | Németország | 3 | 7 |
| 2.    | Csehország  | 3 | 4 |
| 3.    | Olaszország | 3 | 4 |
| 4.    | Oroszország | 3 | 1 |

## A mérkőzés
| 1996. június 30. 19:00 (20:00) |

| Csehország            | 1–2 (h. u.)            | Németország      |
| --------------------- | ---------------------- | ---------------- |
| Berger 59' (11-esből) | (0–0, 1–1) Jegyzőkönyv | Bierhoff 73' 95' |

| Wembley Stadion, London Nézőszám: 73 611 Játékvezető: Pierluigi Pairetto (olasz) |

| Csehország | Németország |

| KA                   | 1  | Petr Kouba            |     |     |
| JV                   | 3  | Jan Suchopárek        |     |     |
| KV                   | 5  | Miroslav Kadlec (csk) |     |     |
| KV                   | 15 | Michal Horňák         | 47' |     |
| BV                   | 19 | Karel Rada            |     |     |
| JKP                  | 4  | Pavel Nedvěd          |     |     |
| KKP                  | 7  | Jiří Němec            |     |     |
| KKP                  | 13 | Radek Bejbl           |     |     |
| BKP                  | 14 | Patrik Berger         |     |     |
| KCS                  | 8  | Karel Poborský        |     | 88' |
| KCS                  | 9  | Pavel Kuka            |     |     |
| Cserék:              |    |                       |     |     |
| CS                   | 17 | Vladimír Šmicer       |     | 88' |
| Szövetségi kapitány: |    |                       |     |     |
| Dušan Uhrin          |    |                       |     |     |

| KA                   | 1  | Andreas Köpke          |     |     |
| SW                   | 6  | Matthias Sammer        | 69' |     |
| KV                   | 5  | Thomas Helmer          | 63' |     |
| KV                   | 21 | Dieter Eilts           |     | 46' |
| JSZV                 | 14 | Markus Babbel          |     |     |
| BSZV                 | 17 | Christian Ziege        | 91' |     |
| KKP                  | 10 | Thomas Häßler          |     |     |
| KKP                  | 19 | Thomas Strunz          |     |     |
| TKP                  | 8  | Mehmet Scholl          |     | 69' |
| KCS                  | 11 | Stefan Kuntz           |     |     |
| KCS                  | 18 | Jürgen Klinsmann (csk) |     |     |
| Cserék:              |    |                        |     |     |
| KP                   | 3  | Marco Bode             |     | 46' |
| CS                   | 20 | Oliver Bierhoff        |     | 69' |
| Szövetségi kapitány: |    |                        |     |     |
| Berti Vogts          |    |                        |     |     |

| A mérkőzés játékosa: Karel Poborský (Csehország) Asszisztensek: Donato Nicoletti (olasz) Tullio Manfredini (olasz) Negyedik játékvezető: Marcello Nicchi (olasz) |

| Az 1996-os labdarúgó-Európa-bajnokság győztese |
| ---------------------------------------------- |
| · Németország · 3. cím                         |